# Gene Sharp
Gene Sharp (* 21. Januar 1928 in North Baltimore, Ohio; † 28. Januar 2018 in Boston) war ein US-amerikanischer Politikwissenschaftler und Gründer der Albert Einstein Institution, die sich mit Studien zur und der Verbreitung von gewaltfreien Aktionen beschäftigt.

## Leben
Gene Sharp studierte an der Ohio State University, erwarb dort 1949 in Sozialwissenschaften den Bachelorgrad mit Magna cum Laude und 1951 den Master of Arts mit dem Thema „Nonviolence – eine soziologische Studie“. Während des Koreakriegs wurde er wegen zivilen Widerstands gegen die Wehrpflicht zu zwei Jahren Haft verurteilt und verbrachte neun Monate im Gefängnis, unterstützt von Albert Einstein. Zeitweise war er als Sekretär für A. J. Muste tätig, einen führenden amerikanischen Pazifisten. Zwischen 1955 und 1958 arbeitete er als leitender journalistischer Mitarbeiter bei Peace News, der Londoner pazifistischen Wochenzeitung. Anschließend studierte und forschte er in Oslo bei Arne Naess, der zusammen mit Johan Galtung aus Gandhis Schriften die Satyagraha-Normen gefiltert hat. In Oxford promovierte er 1968 zum Doktor der Philosophie.
Seit 1965 war er Forscher am Center for International Affairs der Harvard-Universität. Ab 1972 hatte er einen Lehrstuhl für Politische Wissenschaften an der Universität von Massachusetts in Dartmouth inne. 

### Albert Einstein Institution
1983 gründete Sharp die Albert Einstein Institution (AEI), die das Studium gewaltfreier Aktionen fördert. Für sie reiste er legal und illegal in Länder, wo Widerstandsbewegungen von unten entstanden. So war er im Mai/Juni 1989 während der Tian’anmen-Proteste in Peking.
In 2004 verlor die Albert Einstein Institution einen Großteil ihrer Finanzierung durch den Finanzunternehmer Peter Ackerman, einen früheren Studenten von Sharp. Die jährlichen Einnahmen sanken von 1 Mio. USD auf 160.000 USD. Daraufhin nahm sie ihren Sitz im Privathaus von Sharp in East Boston, nahe dem Logan-Flughafen.

## Wissenschaftliche Bedeutung
Sein bekanntestes Buch The Politics of Nonviolent Action (1973) liefert einen handlungsorientierten Ansatz zu Gewaltfreier Aktion.
Er hat ihre Methoden in folgende Untergruppen klassifiziert:
- Gewaltfreier Protest und Überzeugung
- Soziale Nichtzusammenarbeit
- Wirtschaftliche Boykottaktionen
- Streikaktionen
- Politische Nichtzusammenarbeit
- Gewaltfreie Intervention

Vgl. auch dazu die wissenschaftliche Zusammenarbeit mit dem Politikwissenschaftler Theodor Ebert, der die gewaltfreie Aktion (1968) in seiner Dissertation systematisierte.

## Wirkungsmacht
Gene Sharp wurde als "Machiavelli der Gewaltfreiheit" und "Clausewitz des gewaltlosen Krieges" bezeichnet. Seine Werke wurden von Widerstandsorganisation auf der ganzen Welt studiert.
Petra Kelly hatte The Politics of Nonviolent Action in die DDR geschmuggelt und Gerd Poppe übergeben. Der Band II wurde Anfang 1989 in der Demokratischen Initiative in Leipzig rezipiert.
Konkreten Einfluss versuchte Sharp in Myanmar zu nehmen, wo 1992 seine Handlungsanweisungen für Befreiungsbewegungen From Dictatorship to Democracy verteilt wurden, die inzwischen in über 30 Sprachen übersetzt worden sind und 2012 in der 4. Auflage erschienen.
Sharps Theorien beeinflussten mehrere Befreiungsbewegungen in Osteuropa: Otpor in Serbien, Kmara in Georgien, Pora! in der Ukraine, KelKel in Kirgisistan und Subr in Belarus. Als sein Verbindungsmann zu diesen Bewegungen gilt der US-Oberst a. D. Robert Helvey. Auch die Initiatoren der Revolution in Ägypten 2011, die im Februar 2011 zum Rücktritt von Präsident Husni Mubarak führte, beriefen sich auf ihn.
Sharp hat zudem Regierungen darüber beraten, wie man gewaltlosen Widerstand bei einer militärischen Invasion organisieren könnte.

## Veröffentlichungen
- A Typology of Non-violence, Periodical Mankind 12/1956, India
- Which way To Freedom, Cardiff 1957, idem Auf anderen Wegen, Hamburg 1958
- Tyranny could not quell them – How Norway's Teachers defeated Quisling during the Nazi Occupation … , London 1958
- Gandhi Wields the Weapon of Moral Power, Ahmedabad 1960
- Exploring Nonviolent Alternatives, Boston 1970.
- The Politics of Nonviolent Action.
  - Band 1: Power and Struggle. Boston 1973, ISBN 0-87558-070-X
  - Band 2: The Methods of Nonviolent Action. Boston 1973, ISBN 0-87558-071-8
  - Band 3: The Dynamics of Nonviolent Action. Boston 1985, ISBN 0-87558-072-6
- Social Power and Political Freedom. Boston 1978, ISBN 0-87558-093-9
- Gandhi Faces the Storm. 1982, ISBN 0-85283-115-3
- Making Europe Unconquerable. The Potential of Civilian-Based Deterrence and Defense. Cambridge 1983, ISBN 0-85066-329-6
- National Security Through Civilian-Based Defense. 1985, ISBN 0-9614256-0-1
- mit Ronald McCarthy & Brad Bennett: Nonviolent Action: A Research Guide. 1997, ISBN 0-8153-1577-5
- mit Joshua Paulson u. a.: Waging Nonviolent Struggle: 20th Century Practice And 21st Century Potential. Boston 2005, ISBN 0-87558-161-7
- From dictatorship to democracy: A conceptual framework for liberation. Albert Einstein Institution, 1993 (PDF; 882 kB)
  - Von der Diktatur zur Demokratie. Ein Leitfaden für die Befreiung. Beck, München 2008, ISBN 3-406-56817-3 (PDF; 396 kB)
- Sharp's Dictionary of Power and Struggle. Language of Civil Resistance in Conflicts. Oxford University Press, Oxford 2011, ISBN 978-0-199-82988-0.

## Auszeichnungen
- 2009 und 2012 wurde Sharp für den Friedensnobelpreis nominiert.[4]
- 2012 erhielt er den mit je 50.000 Euro dotierten Right Livelihood Award, besser bekannt als Alternativer Nobelpreis für die "Entwicklung und Formulierung der Grundprinzipien und Strategien des gewaltfreien Widerstands und Unterstützung ihrer praktischen Umsetzung in Konfliktgebieten weltweit". In der Begründung hieß es, seine Studien zum gewaltfreien Widerstand seien im Dschungel von Burma genauso angewandt worden wie auf dem Kairoer Tahrir-Platz.[12]

## Dokumentationen
2011 entstand der Dokumentarfilm „How to start a revolution“ über Gene Sharps globalen Einfluss, der mehrere Preise gewann.